# Judenäsa

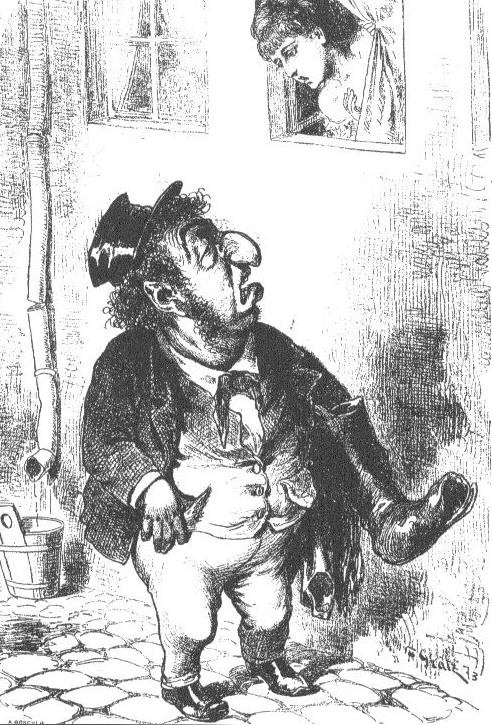
Karikatyr från 1873 på man med framträdande judisk näsa.

Judenäsa, även judisk näsa är en rasistisk stereotyp där judar karaktäriseras med en markerad näsa. Det är en krokig näsa med en konvex näsrygg och en nedåtvänd nässpets. Judar har framställts med näsformen sedan mitten av 1200-talet i Europa, och den blev ett avgörande element i den judiska stereotypen under slutet av 1800-talet.
Näsformen är vanlig hos befolkningen i allmänhet i till exempel Medelhavsområdet, men används fortsatt i antisemitiska karikatyrer samtidigt som den antagits av många judar som en del av deras etniska identitet.